# Karsy Duże
Karsy Duże is een plaats in het Poolse district  Buski, woiwodschap Święty Krzyż. De plaats maakt deel uit van de gemeente Pacanów en telt 81 inwoners.